# لیگ ستارگان قطر ۱۹–۲۰۱۸
لیگ ستارگان قطر ۱۹–۲۰۱۸ نسخه ۴۶ام از مسابقات قهرمانی فوتبال در قطر است.
لیگ ستارگان قطر (QSL) تاریخ اولین مرحله لیگ ستارگان ۱۹–۲۰۱۸ QNB را اعلام کرد. مرحله اول لیگ ستارگان QNB در ۴ اوت ۲۰۱۸ آغاز خواهد شد و در ۴ نوامبر ۲۰۱۸ به پایان می‌رسد.

## جدول
| رتبه | تیم       | بازی | برد | مساوی | باخت | گل زده | گل خورده | گل تفاضل | امتیاز | صعود یا سقوط                          |
| ---- | --------- | ---- | --- | ----- | ---- | ------ | -------- | -------- | ------ | ------------------------------------- |
| ۱    | السد      | ۱۹   | ۱۶  | ۲     | ۱    | ۸۵     | ۱۷       | ۶۸+      | ۵۰     | صعود به مرحله گروهی لیگ قهرمانان آسیا |
| ۲    | الدحیل    | ۱۹   | ۱۴  | ۴     | ۱    | ۴۷     | ۱۴       | ۳۳+      | ۴۶     | حضور در پلی‌آف لیگ قهرمانان آسیا       |
| ۳    | الریان    | ۱۹   | ۹   | ۶     | ۴    | ۲۶     | ۲۲       | ۴+       | ۳۳     | حضور در پلی‌آف لیگ قهرمانان آسیا       |
| ۴    | السیلیه   | ۱۹   | ۱۰  | ۱     | ۸    | ۳۰     | ۲۲       | ۸+       | ۳۱     |                                       |
| ۵    | الاهلی    | ۱۹   | ۹   | ۳     | ۷    | ۲۷     | ۳۰       | ۳−       | ۳۰     |                                       |
| ۶    | العربی    | ۱۹   | ۹   | ۰     | ۱۰   | ۲۴     | ۳۵       | ۱۱−      | ۲۷     |                                       |
| ۷    | الغرافه   | ۱۹   | ۶   | ۴     | ۹    | ۳۰     | ۳۴       | ۴−       | ۲۲     |                                       |
| ۸    | الشحانیه  | ۱۹   | ۵   | ۶     | ۸    | ۱۸     | ۳۰       | ۱۲−      | ۲۱     |                                       |
| ۹    | ام صلال   | ۱۹   | ۵   | ۵     | ۹    | ۲۰     | ۳۳       | ۱۳−      | ۲۰     |                                       |
| ۱۰   | القطر     | ۱۹   | ۴   | ۴     | ۱۱   | ۱۶     | ۳۵       | ۱۹−      | ۱۶     |                                       |
| ۱۱   | الخور     | ۱۹   | ۴   | ۳     | ۱۲   | ۱۷     | ۳۵       | ۱۸−      | ۱۵     | حضور در پلی‌آف لیگ ستارگان قطر         |
| ۱۲   | الخریطیات | ۱۹   | ۴   | ۰     | ۱۵   | ۱۶     | ۴۹       | ۳۳−      | ۱۲     | سقوط به لیگ دسته دوم فوتبال قطر       |

### گلزنان برتر
| Rank | Player                | Club     | Goals |
| ---- | --------------------- | -------- | ----- |
| 1    | بغداد بونجاح          | السد     | 39    |
| 2    | یوسف العربی           | الدحیل   | 26    |
| 2    | اکرم عفیف             | السد     | 26    |
| 4    | رشید تیبرکانین        | السیلیه  | 13    |
| 4    | عبدالقادر الیاس       | السیلیه  | 13    |
| 6    | حسن الهیدوس           | السد     | 10    |
| 7    | رودریگو تاباتا        | الریان   | 9     |
| 7    | یانیک ساگبو           | ام صلال  | 9     |
| 9    | واگنر (بازیکن فوتبال) | الخور    | 8     |
| 9    | ولادیمیر وایس         | الغرافه  | 8     |
| 9    | لوسیانو واسکز         | الشحانیه | 8     |
| 9    | محمود المواس          | ام صلال  | 8     |
| 9    | مهدی طارمی            | الغرافه  | 8     |